# Matinera de capell
La matinera de capell (Malacopteron affine) és un ocell de la família dels pel·lorneids (Pellorneidae).

## Hàbitat i distribució
Habita boscos, clars i matolls de les terres baixes al sud de Tailàndia, Malaia, Sumatra, illes Banyak, Bangka i Borneo.